# TRUTH〜A Great Detective of Love〜
「TRUTH〜A Great Detective of Love〜」（トゥルース・ア・グレート・ディティクティヴ・オブ・ラヴ）は、TWO-MIXの13枚目のシングル。1998年11月26日にワーナーミュージック・ジャパンから発売された。

## 概要
キングレコードから、ワーナーミュージック・ジャパン移籍後にリリースした最初のシングルで、初回限定版2種「砂漠」「海」、通常版「森」の3種類のジャケットが同時発売された。
よみうりテレビ・日本テレビ系全国ネットアニメ『名探偵コナン』のオープニングテーマで、オープニングテロップでは『TRUTH』と表記されていた。
CD EXTRA仕様で、CM向けのプロモーションクリップ（CG）の試作映像を収録。収録内容は各バージョンごとに異なっている。
『名探偵コナン』のオープニングテーマである事からシングルのCMでは、ボーカルの高山が声を担当しているコナンの声でナレーションしている。

## 制作
当時、既にビーイングが『コナン』のスポンサーとなり、ワーナー所属のTWO-MIXが主題歌を歌うことに問題があり、スポンサー枠を一時的に当時『コナン』の前に放送されていた『金田一少年の事件簿』と交換するという「離れ業のビジネス交渉」（永野椎菜談）で実現したという。その経緯から、後にZAIN RECORDSから発売された『主題歌ベストアルバム』には未収録。

## オープニング
よみうりテレビ・日本テレビ系全国ネットアニメ『名探偵コナン』のオープニングテーマとして、1998年11月16日に放送された第124話「謎の狙撃者殺人事件（前編）」から、1999年4月26日に放送された第142話「結婚前夜の密室事件（後編）」までの計19話オンエアされた。また、1999年4月12日に放送された第140話「SOS! 歩美からのメッセージ」から4月26日までの期間は、『コナン』と『金田一』のオープニング曲が共にTWO-MIX系の曲となっていた。このことについて、永野椎菜は「TWO-MIX作品が占拠した珍しい事例になった。通常はあり得ないこと」と語っている。オンエア終了後、番組においての再使用は一切されていない。

## シングルジャケット
初回限定版2種「砂漠」「海」、通常版「森」の3種類あり、バックジャケットには青山剛昌描き下ろしイラストが描かれている。しかし、青山にジャケットイラストを依頼したことを知った事務所側が、独断で企画を捻じ曲げたことによるもので、メンバーの本意ではなかったという。また、工場印刷時のミスで、イラストは左右反転したまま発売され、発売後もメーカー側は全然気付かず、メンバーの永野もしばらく経ってからこのミスに気付いたという。

## キャンペーン
初回限定版2種「砂漠」「海」、通常版「森」の3種類のジャケットのシングルを同時に購入すると、特典として『TRUTH・江戸川コナンヴァージョン』が収録されている8cmCDがもらえるプレゼントキャンペーンを行っていた。
内容は、TWO-MIXの二人が巻き込まれた「人気アーティスト誘拐事件」の後日談的な内容となっている。特典版とは別だが、もう一つの江戸川コナンヴァージョンはTWO-MIXのアルバム『RHYTHM FORMULA』のDisc2にシークレットトラックとして収録されている。

## チャート成績
高山みなみ自身が主人公・江戸川コナン役を担当していることでも話題となり、オリコンチャート3位にランクインされた。

## 収録曲
| 全作詞: 永野椎菜、全作曲: 高山みなみ、全編曲: TWO-MIX。 |                                                      |          |            |      |
| #                                                       | タイトル                                             | 作詞     | 作曲・編曲 | 時間 |
| 1.                                                      | 「TRUTH〜A Great Detective of Love〜」               | 永野椎菜 | 高山みなみ | 5:36 |
| 2.                                                      | 「Key of Love〜A Detective in Love〜」               | 永野椎菜 | 高山みなみ | 4:26 |
| 3.                                                      | 「TRUTH〜A Great Detective of Love〜」(INSTRUMENTAL) | 永野椎菜 | 高山みなみ |      |

## リリース履歴
| No. | 日付           | レーベル                                   | 規格             | 規格品番  | 最高順位 | 備考 |
| --- | -------------- | ------------------------------------------ | ---------------- | --------- | -------- | --- |
| 1   | 1998年11月26日 | ワーナーミュージック・ジャパン / WEA Japan | 8cmCD (CD EXTRA) | WPD7-9201 | 3位      | 初回限定版2種「砂漠」「海」と通常版「森」の3形態のジャケットで発売。 オーケストラアレンジアルバム『Baroque Best』と同時発売。 |

## 収録作品
| 曲名                                            | バージョン            | 収録アルバム                                | 発売日         | 備考 |
| ----------------------------------------------- | --------------------- | ------------------------------------------- | -------------- | --- |
| TRUTH〜A Great Detective of Love〜              | Original              | 『20010101』                                | 2001年1月1日   | |
| TRUTH〜A Great Detective of Love〜              | Original              | 『TWO-MIX COLLECTION BOX 〜Categorhythm〜』 | 2002年11月20日 | |
| TRUTH〜A Great Detective of Love〜              | Original              | 『TWO-MIX 25th Anniversary ALL TIME BEST』  | 2021年2月10日  | |
| TRUTH[Ballad Style] -A GREAT DETECTIVE OF LOVE- | Orchestra ver.        | 『Baroque Best』                            | 1998年11月26日 | Bonus track |
| TRUTH CUSTOM 〜A GREAT DETECTIVE OF LOVE〜      | Album Ver.            | 『RHYTHM FORMULA』                          | 1999年11月25日 | "CUSTOM"の表記は『RHYTHM FORMULA』の歌詞カードでのみ確認できる。 オリジナルとの大きな違いは、山本拓夫が演奏するサックスソロのロングイントロが追加されている点である。 |
| TRUTH CUSTOM 〜A GREAT DETECTIVE OF LOVE〜      | Album Ver.            | 『7TH ANNIVERSARY BEST』                    | 2002年4月24日  | アルバムでの表記は「TRUTH -A GREAT DETECTIVE OF LOVE-」となっている。                                                                                                 |
| TRUTH〜A Great Detective of Love〜              | International         | 『BPM CUBE』                                | 2000年8月9日   | English ver. |
| TRUTH〜A Great Detective of Love〜              | International         | 『TWO-MIX COLLECTION BOX 〜Categorhythm〜』 | 2002年11月20日 | English ver. |
| TRUTH〜A Great Detective of Love〜              | Domestic              | 『BPM CUBE』                                | 2000年8月9日   | Japanese ver. |
| TRUTH〜A Great Detective of Love〜              | KENNY'S SUBLIMITY Mix | 『BPM "DANCE∞" II』                         | 2001年11月21日 | Remix: KENNY (ORIENTA-RHYTHM) |
| KEY OF LOVE II                                  | Album Ver.            | 『RHYTHM FORMULA』                          | 1999年11月25日 | |
| KEY OF LOVE II                                  | Album Ver.            | 『TWO-MIX COLLECTION BOX 〜Categorhythm〜』 | 2002年11月20日 | |

## カバー
| 曲名                               | アーティスト | 収録作品                                  | 発売日        | 備考                                                                     |
| ---------------------------------- | ------------ | ----------------------------------------- | ------------- | ------------------------------------------------------------------------ |
| TRUTH〜A Great Detective of Love〜 | VALSHE       | 『君への嘘』                              | 2015年2月4日  | 通常盤のc/wのみ収録。                                                    |
| TRUTH〜A Great Detective of Love〜 | Reol         | 『極彩色』                                | 2015年7月29日 | 『アニメイト』店舗予約特典『未公開音源ダウンロードカード〜極編〜』に収録 |
| TRUTH〜A Great Detective of Love〜 | ナノ         | 『TWO-MIX Tribute Album "Crysta-Rhythm"』 | 2022年7月27日 | TWO-MIXのトリビュート・アルバム                                          |